# Rosa 'Irene of Denmark'
'Irene of Denmark' (el nombre del obtentor registrado de 'Irene of Denmark'® ), es un cultivar de rosa que fue conseguido en Dinamarca en 1948 por el rosalista danés Poulsen.

## Descripción
'Irene of Denmark' es una rosa moderna cultivar del grupo Floribunda.
El cultivar procede del cruce de parentales de semillas: 'Orléans Rose' polen: 'Madame Plantier' × 'Edina'.
Las formas arbustivas del cultivar tienen porte erguido y alcanza de 60 a 90 cm de alto. Las hojas son de color verde oscuro y semibrillante.
Sus delicadas flores de color blanco, casi blanco o mezcla de blancos. Fragancia fuerte. Rosa de diámetro medio de 3". La flor con forma amplia, muy llena de más de 41 pétalos con volantes. En pequeños grupos, capullos altos centrados, floración en forma de copa. 
Florece en oleadas a lo largo de la temporada. Primavera o verano son las épocas de máxima floración, si se le hacen podas más tarde tiene después floraciones dispersas.

## Origen
El cultivar fue desarrollado en Dinamarca por el prolífico rosalista danés Poulsen, en 1948. 'Irene of Denmark' es una rosa híbrida triploide con ascendentes parentales de semillas: 'Orléans Rose' polen: 'Madame Plantier' × 'Edina'.
El obtentor fue registrado bajo el nombre cultivar de 'Irene of Denmark'® por Poulsen en 1948 y se le dio el nombre comercial de exhibición 'Irene of Denmark'™.
También se le reconoce por los sinónimos de 'Irene af Danmark', 'Irene au Danmark', 'Irène de Danemark' y 'Irene von Dänemark'.
La rosa fue conseguida por hibridación en Dinamarca antes de 1948, e introducida en el mercado danés en 1948 por Poulsen Roser A/S como 'Irene of Denmark'.
Introducida en Estados Unidos en 1948 por "Conard-Pyle (Star Roses)" con la patente "United States - Patent No: PP 889" como 'Irene of Denmark'.

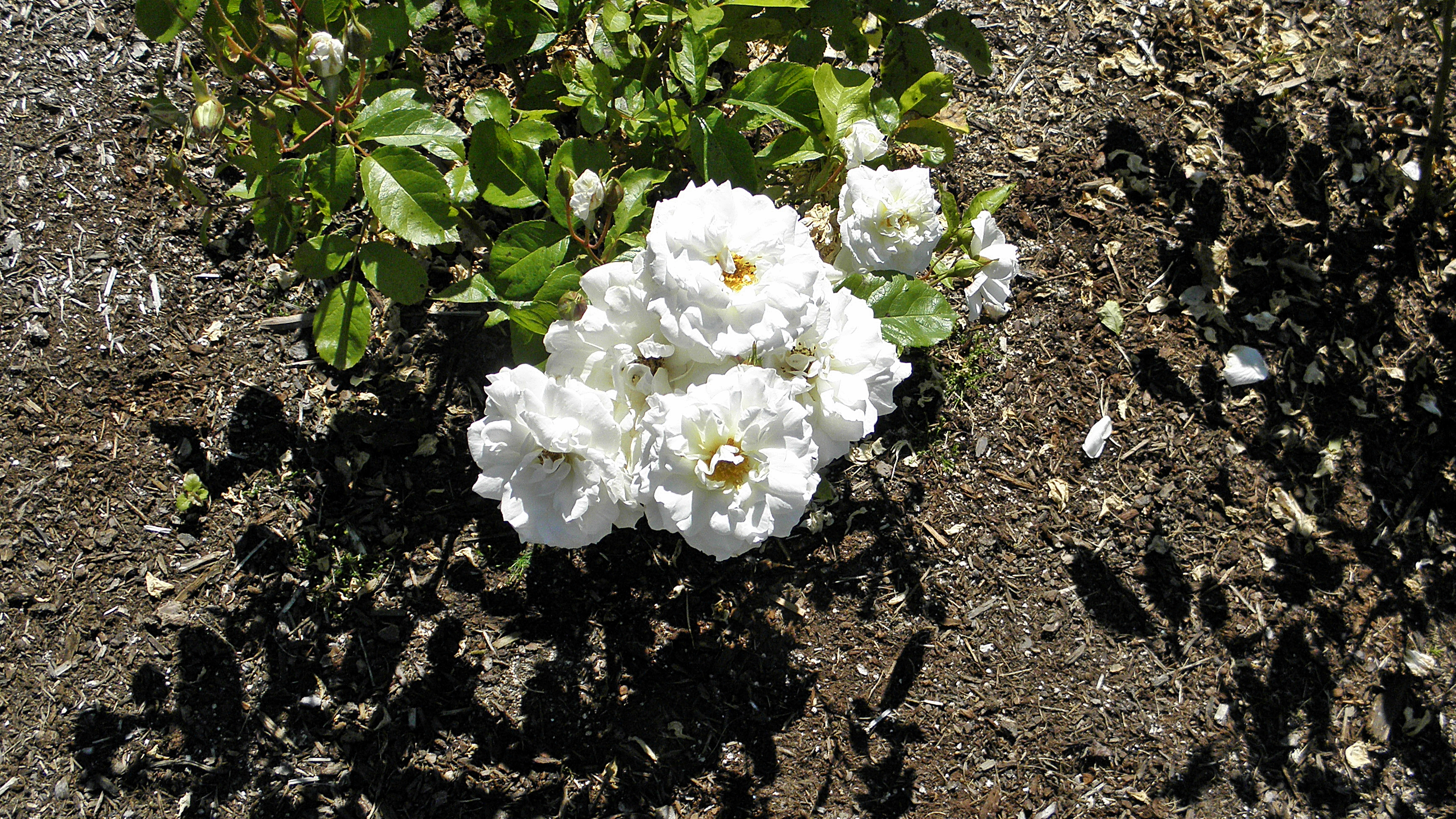
'Irene of Denmark'
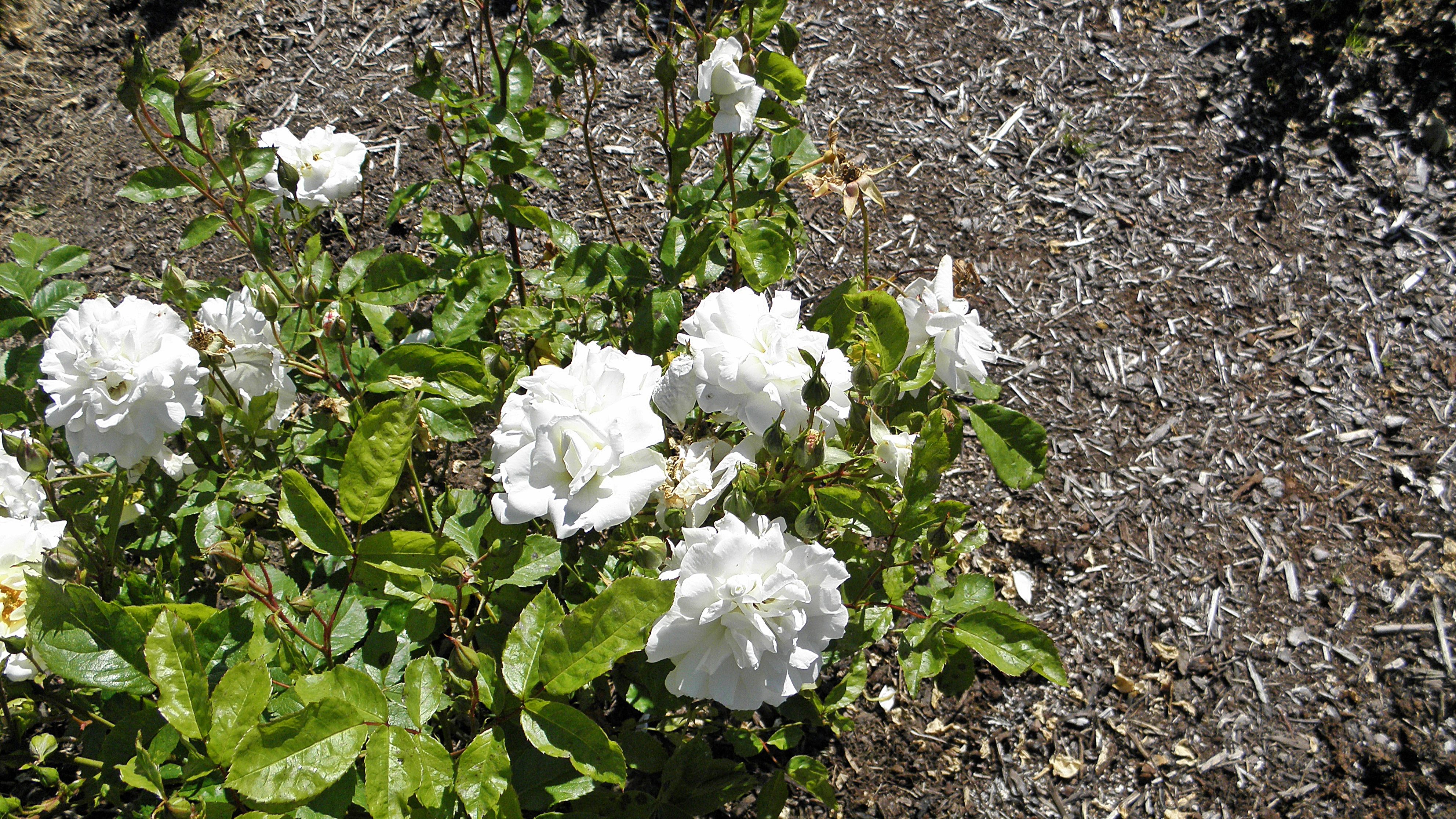
'Irene of Denmark'

## Premios y galardones
- RNRS Certificate of Merit 1952.

## Cultivo
Aunque las plantas están generalmente libres de enfermedades, es posible que sufran de punto negro en climas más húmedos o en situaciones donde la circulación de aire es limitada.
Las plantas toleran la sombra, a pesar de que se desarrollan mejor a pleno sol. En América del Norte son capaces de ser cultivadas en USDA Hardiness Zones 6b a 9b. La resistencia y la popularidad de la variedad han visto generalizado su uso en cultivos en todo el mundo.
Puede ser utilizado para las flores cortadas, o jardín. Vigorosa. En la poda de Primavera es conveniente retirar las cañas viejas y madera muerta o enferma y recortar cañas que se cruzan. En climas más cálidos, recortar las cañas que quedan en alrededor de un tercio. En las zonas más frías, probablemente hay que podar un poco más que eso. Requiere protección contra la congelación de las heladas invernales.